# كارل دبليو. باور
كارل دبليو. باور (بالإنجليزية: Carl W. Bauer)‏ هو ضابط ومحامي وشخصية أعمال وسياسي أمريكي، ولد في 4 أكتوبر 1933 في الولايات المتحدة، وتوفي في 11 يونيو 2013 في نفس البلد. حزبياً، نشط في الحزب الديمقراطي. وقد انتخب عضو مجلس ولاية لويزيانا وانتخب عضو مجلس نواب لويزيانا.